# Diócesis de Hanzhong
La diócesis de Hanzhong o de Hanchung (en latín: Dioecesis Hanciomensis y en chino tradicional, 天主教漢中教區; en chino simplificado, 天主教汉中教区) es una circunscripción eclesiástica de la Iglesia católica en China. Se trata de una diócesis latina, sufragánea de la arquidiócesis de Xi'an. Desde el 14 de septiembre de 2009 su obispo es Aloysius Yu Runchen (Ren Shen), aunque para el Anuario Pontificio es sede vacante desde el 17 de agosto de 1963.

## Territorio y organización
La diócesis extiende su jurisdicción sobre los fieles católicos de rito latino residentes en la zona sudoccidental de la provincia de Shaanxi. La diócesis limita al oeste con la diócesis de Qinzhou (Gansu), al este con la prefectura apostólica de Xing'anfu (Shaanxi), al norte con la arquidiócesis de Xi'an (Shaanxi), diócesis de Fengxiang (Shaanxi) y diócesis de Zhouzhi (Shaanxi), y al sur con la diócesis de Chengdu (Sichuan) y diócesis de Shunqing (Sichuan).
La sede de la diócesis se encuentra en la ciudad prefectura de Hanzhong, en donde se halla la Catedral de San Miguel Arcángel.
Para 1950 el Anuario Pontificio no reportó el número de parroquias.

## Historia
El vicariato apostólico de Shensi Meridional fue erigido el 2 de agosto de 1887 mediante el breve Anno MDCCCLXXXV del papa León XIII, obteniendo el territorio del vicariato apostólico de Shensi (hoy arquidiócesis de Xi'an).
El 3 de diciembre de 1924 tomó el nombre de vicariato apostólico de Hanchungfu mediante el decreto Vicarii et Praefecti de la Congregación de Propaganda Fide.
El 28 de marzo de 1928 cedió una parte de su territorio para la erección de la prefectura apostólica de Xing’anfu (Ankang) mediante el breve Ut aucto del papa Pío XI.
El 11 de abril de 1946 el vicariato apostólico fue elevado al rango de diócesis con la bula Quotidie Nos del papa Pío XII.
En diciembre de 1949 el Partido Comunista de China capturó Hanzhong, se impuso en la guerra civil y proclamó la República Popular China el 1 de octubre de 1949. El 4 de septiembre de 1951 China comunista expulsó al nuncio apostólico Antonio Riberi y la Santa Sede continuó reconociendo a la República de China en Taiwán como el legítimo gobierno chino. Todos los misioneros extranjeros fueron expulsados de China comunista en 1952.
La Asociación Patriótica Católica China fue creada con el apoyo de la Oficina de Asuntos Religiosos de la República Popular de China en 1957, con el objetivo de controlar las actividades de los católicos en China. Su nombre público es Iglesia católica china y es referida como la "Iglesia oficial" en contraposición a la "Iglesia subterránea" o "Iglesia clandestina" leal a la Santa Sede.
En el período de 1966 a 1976 la Revolución Cultural se ensañó especialmente contra la religión, destruyéndose numerosas iglesias y cesaron todas las actividades religiosas en la diócesis. La diócesis reasumió sus actividades en la década de 1980.
En 1981 Bartolomé Yu Chengdi fue ordenado obispo clandestinamente, mientras que Aloysius Yu Runchen era el obispo "oficial". Se produjo un acercamiento entre los dos prelados, que llevó al segundo a convertirse, de hecho, en auxiliar del primero. Yu Chengdi murió el 14 de septiembre de 2009 y su sucesor, Aloysius Yu Runchen, parece ser reconocido por la Santa Sede.
El 22 de septiembre de 2018 se firmó en Pekín el Acuerdo provisional entre la Santa Sede y la República Popular de China sobre el nombramiento de los obispos. El 22 de octubre de 2020 el acuerdo fue prorrogado por otros dos años y en octubre de 2022 por otros dos años más.
La reconciliación de la Iglesia de Hanzhong se completó en 2019, cuando, tras el acuerdo entre la Santa Sede y la República Popular China sobre el nombramiento de obispos, Stefano Xu Hongwei, de 44 años, fue elegido obispo coadjutor de la diócesis, que trabajó junto al anciano Aloysius Yu Runchen y luego le sucedió.
Debido a la situación particular de la Iglesia católica en China, la Santa Sede no nombra obispos para las diócesis chinas, que son sedes oficialmente vacantes incluso en presencia de obispos reconocidos por Roma.

## Estadísticas
Según el Anuario Pontificio 2002 la diócesis tenía a fines de 1950 un total de 19 060 bautizados.
| Año                                                                             | Población            | Población | Población      | Sacerdotes | Sacerdotes    | Sacerdotes    | Bautizados por sacerdote | Diáconos permanentes | Religiosos | Religiosos | Parroquias |
| Año                                                                             | Bautizados católicos | Total     | % de católicos | Total      | Clero secular | Clero regular | Bautizados por sacerdote | Diáconos permanentes | Varones    | Mujeres    | Parroquias |
| ------------------------------------------------------------------------------- | -------------------- | --------- | -------------- | ---------- | ------------- | ------------- | ------------------------ | -------------------- | ---------- | ---------- | ---------- |
| 1950                                                                            | 19 060               | 1 500 000 | 1.3            | 33         | 9             | 24            | 577                      |                      |            | 56         |            |
| Fuente: Catholic-Hierarchy, que a su vez toma los datos del Anuario Pontificio. |                      |           |                |            |               |               |                          |                      |            |            |            |

Según algunas fuentes estadísticas, en 2011 la diócesis contaba con 21 000 fieles, 33 sacerdotes, 7 seminaristas, 20 parroquias y 22 capillas.

## Episcopologio
Vicarios apostólicos de Shensi Meridional/Hanchungfu
- Gregorio Antonucci, P.I.M.E. † (6 de agosto de 1887-abril de 1895 renunció)
- Pio Giuseppe Passerini, P.I.M.E. † (29 de marzo de 1895-16 de abril de 1918 falleció)
- Antonio Maria Capettini, P.I.M.E. † (2 de abril de 1919-1925 renunció)
- Lorenzo Maria Balconi, P.I.M.E. † (7 de marzo de 1928-marzo de 1934 renunció)
- Mario Civelli, P.I.M.E. † (11 de marzo de 1935-11 de abril de 1946 nombrado obispo diocesano de Hanzhong)

Obispos de Hanchung/Hanzhong
- Mario Civelli, P.I.M.E. † (11 de abril de 1946-18 de julio de 1946 nombrado obispo de Jixian)
- Giuseppe Maggi, P.I.M.E. † (13 de enero de 1949-17 de agosto de 1963 falleció)
  - Sede vacante
  - Bartholomew Yu Chengdi (10 de diciembre de 1981 consagrado-14 de septiembre de 2009 falleció)
  - Aloysius Yu Runchen (Ren Shen), por sucesión el 14 de septiembre de 2009